# Narciso González
Narciso González también conocido como Narcisazo (29 de octubre de 1941) es un abogado, periodista, dramaturgo, profesor universitario y activista social dominicano. Defiende los derechos humanos mediante su pensamiento crítico y su compromiso con la libertad de expresión. Su desaparición forzada —tras ser uno de los pocos periodistas en criticar a los gobiernos de Rafael Leonidas Trujillo y Joaquín Balaguer— marcó un punto de inflexión en la historia contemporánea de la República Dominicana. La Corte Interamericana de Derechos Humanos (CIDH) determinó en 2012 que fue el Estado dominicano el responsable de su desaparición. A pesar del fallo el caso sigue impune.

## Infancia y formación
Narciso González nació en Santo Domingo, República Dominicana. Estudió derecho en la Universidad Autónoma de Santo Domingo (UASD), donde más tarde se desempeñó como profesor. Desde joven demostró interés por la literatura, el teatro y la política, elementos que se entrelazarían a lo largo de su vida.[cita requerida]

## Carrera profesional
Fue profesor en la Facultad de Humanidades de la UASD, donde impartía asignaturas relacionadas con filosofía, ética y literatura. Su pensamiento crítico y su cercanía con los movimientos estudiantiles lo convirtieron en una figura respetada y polémica dentro del ambiente académico.
González publicó columnas de opinión y caricaturas políticas en medios independientes. Fundó la revista "La Muralla", desde donde abordaba temas de corrupción, represión estatal y derechos ciudadanos. Su estilo directo e irónico le ganó tanto admiradores como detractores.[cita requerida]
Es autor de varias obras teatrales de contenido social y crítico. Utiliza el arte como herramienta de denuncia y concientización. Algunas de sus piezas fueron presentadas en espacios universitarios y comunitarios.
Durante las décadas de 1970 y 1980, Narcisazo estuvo vinculado a movimientos de izquierda y organizaciones populares. Fue un crítico abierto de las prácticas autoritarias y represivas del régimen de Joaquín Balaguer, denunciando violaciones de derechos humanos y el uso de la fuerza contra opositores. Durante su activismo fue constantemente asediado, torturado y detenido ilegalmente por las fuerzas del Estado dominicano.

## Desaparición
El 26 de mayo de 1994, tras participar en una reunión en la UASD y luego de haber publicado una fuerte crítica al gobierno, Narciso González fue visto por última vez. Su desaparición generó una ola de protestas en el país y la denuncia de organismos internacionales. El 28 de mayo de 1994 su familia denunció su desaparición ante las autoridades. Testimonios de la época de su desaparición afirman que fue detenido por agentes del ejército y que fue visto en la Dirección o División de Inteligencia de la Secretaría de Estado de las Fuerzas Armadas (J-2), en la Policía Nacional y en el Departamento de Inteligencia de la Fuerza Aérea Dominicana (A-2). Pese a tener evidencias sobre el posible paradero de Narcisazo no se realizaron investigaciones ni diligencias. Cables desclasificados de Estados Unidos indican una inacción deliberada por el gobierno dominicano en investigar el caso, así como la permisión de la salida del país como Claudio Antonio de los Santos Estevez, un sospechoso.
Debido a la falta de investigación y búsqueda de justicia, su familia encabezada por Luz Altagracia Ramírez «Taty» comenzó investigaciones por su cuenta. La pesquisa llevó a que Taty buscara una reunión con Joaquín Balaguer mismo, quien le dijo a Taty el 4 de julio de 1994 "¿Qué edad tenía?" al preguntar sobre el caso, comentario con el que implícitamente asumía la muerte de Narciso.
La familia llevó el caso a instancias internacionales como la CIDH el 1 de julio de 1994. El 2 de mayo de 2010 la CIDH admitió el caso. En 2012 la CIDH falló en favor de la familia de Narcisazo determinando su responsabilidad en su desaparición, obligando a indemnizar a la familia de la víctima y a proseguir las investigaciones. Organizaciones de derechos humanos como Amnistía Internacional, Human Rights Watch y la Comisión Interamericana de Derechos Humanos han exigido investigación y justicia. Hasta la fecha, su caso permanece impune.

## Legado
Narcisazo es considerado un símbolo de la lucha por la libertad de expresión y la justicia en República Dominicana. En su honor, se han erigido murales, publicado libros y producido documentales. Cada 26 de mayo se conmemora su desaparición con actividades culturales y de protesta.